# Flo kyrka

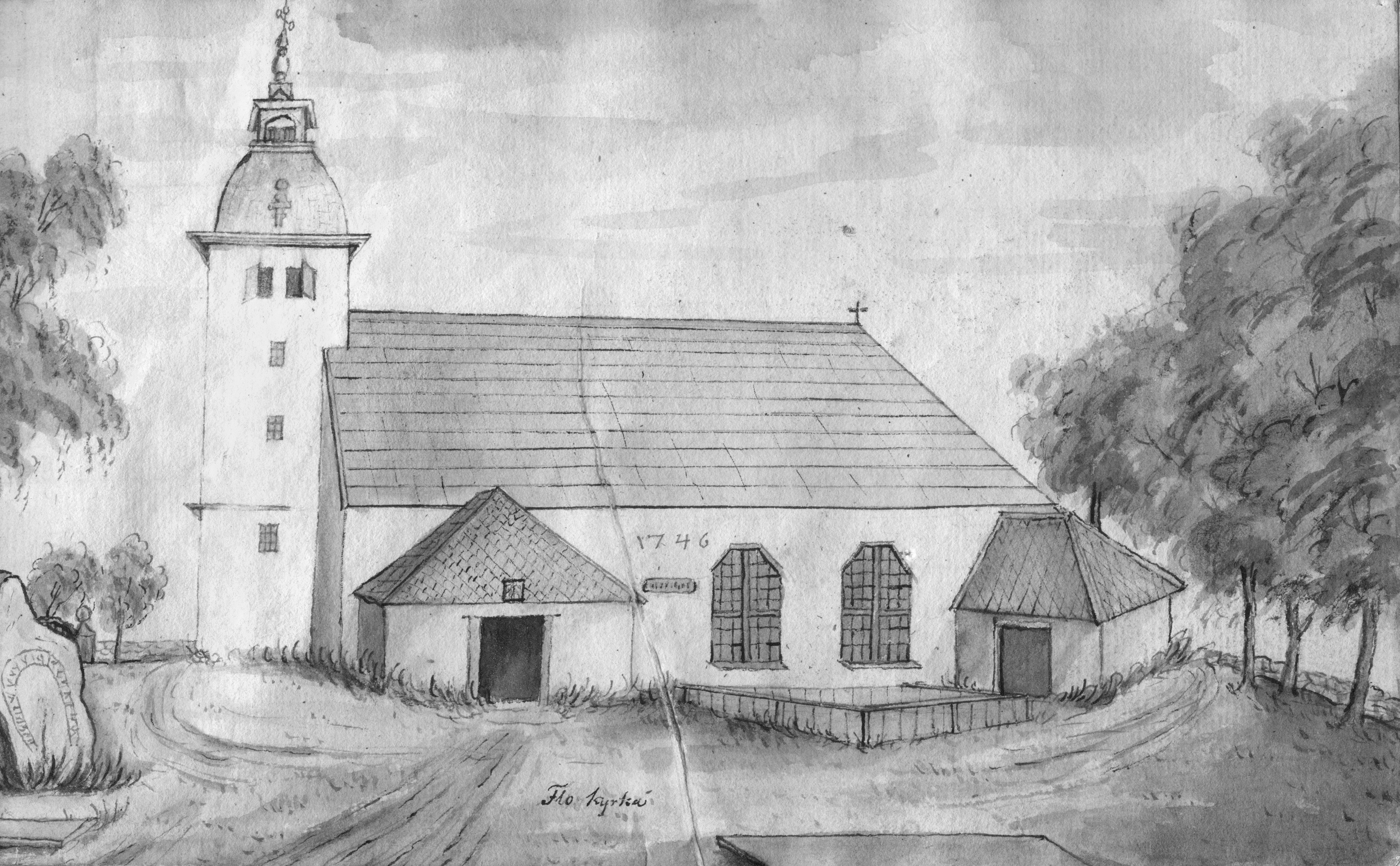
Den gamla kyrkan, avtecknad på 1830-talet.

Flo kyrka är en kyrkobyggnad som tillhör Flo församling i Skara stift. Kyrkan ligger i Flo socken i Grästorps kommun.

## Kyrkobyggnaden
Tidigare kyrka på platsen var uppförd av sten omkring år 1200. Vid 1600-talets senare hälft bestod anläggningen av en långsträckt rektangulärt långhus, utan markerat kor och med ett romanskt torn vid västra gaveln. Vid en ombyggnad 1746 utvidgades kyrkan på bredden och längden samtidigt som kyrktornet behölls. Vid slutet av 1800-talet var murarna så svaga och skadade att kyrkan raserades.
Nuvarande kyrka uppfördes 1889-1890 på samma grund som föregående kyrka. Meningen var från början att bygga en ny kyrka i samma storlek som den gamla och utnyttja murarna under fönstren, men dessa visade sig vara för dåliga att bygga vidare på. Därmed fördyrades också kyrkbygget som tidigare varit beräknat att kosta 19 500 kr i dåvarande valutavärde. Ritningarna var gjorda av arkitekt Fredrik Lilljekvist.
Kyrkan har en stomme av natursten och består av ett brett långhus med ett tresidigt kor i öster. Öster om koret finns en vidbyggd sakristia. I väster finns kyrktorn med huvudingång. Ännu en ingång finns vid södra långsidan. Ytterväggarna är spritputsade och vitkalkade. Taken över långhus, kor och sakristia är täckta med skiffer medan tornets tak är belagt med kopparplåt. Torntaket kröns med kors på kula.

## Inventarier
- Predikstolen är tillverkad på 1600-talet av bildhuggaren Georg Basselaque. 1942 sattes den upp i nuvarande kyrka.
- Dopfunten har en skål från medeltiden.
- Ett altarkrucifix är från 1738.

### Orgel
- 1764 byggde Jonas Gren och Petter Stråhle, Stockholm en orgel med 9 stämmor och bihängd pedal.

| Manual        | Pedal   |
| Gedackt 8'    | Bihängd |
| Principal 4'  |         |
| Spetsflöjt 4' |         |
| Kvinta 3'     |         |
| Oktava 2'     |         |
| Scharf 3 chor |         |
| Trumpet 8'    |         |
| Trumpet 4'    |         |
| Vox virginea  |         |

- Johannes Magnusson installerade kyrkans andra orgel 1891.
- Nuvarande pneumatiska orgel byggdes 1958 av Lindegrens orgelbyggeri.[3]

| Manual I (C-g3) | Manual II (C-g3)  | Pedal (C-f1)  | Koppel   |
| --------------- | ----------------- | ------------- | -------- |
| Principal 8'    | Rörflöjt 8'       | Subbas 16'    | II/I     |
| Gedakt 8'       | Salicional 8'     | Oktavbas 8'   | I/P      |
| Oktava 4'       | Hålflöjt 4'       | Koralflöjt 4' | II/P     |
| Oktava 2'       | Nasard 2 2/3'     |               | II 4'/P  |
| Mixtur 3-4 chor | Sifflöjt 2'       |               | II 16'/I |
| Trumpet 8'      | Ters 1 3/5'       |               | II 4'/I  |
|                 | Krumhorn 8'       |               |          |
|                 | Tremulant         |               |          |
|                 | Crescendosvällare |               |          |

Tutti, utlösare och automatisk pedalväxling.

### Webbkällor
- Svenska kyrkan i Grästorp
- byggnadspresentation
- anläggningspresentation